# Henriette Amalie von Anhalt-Dessau (1666–1726)

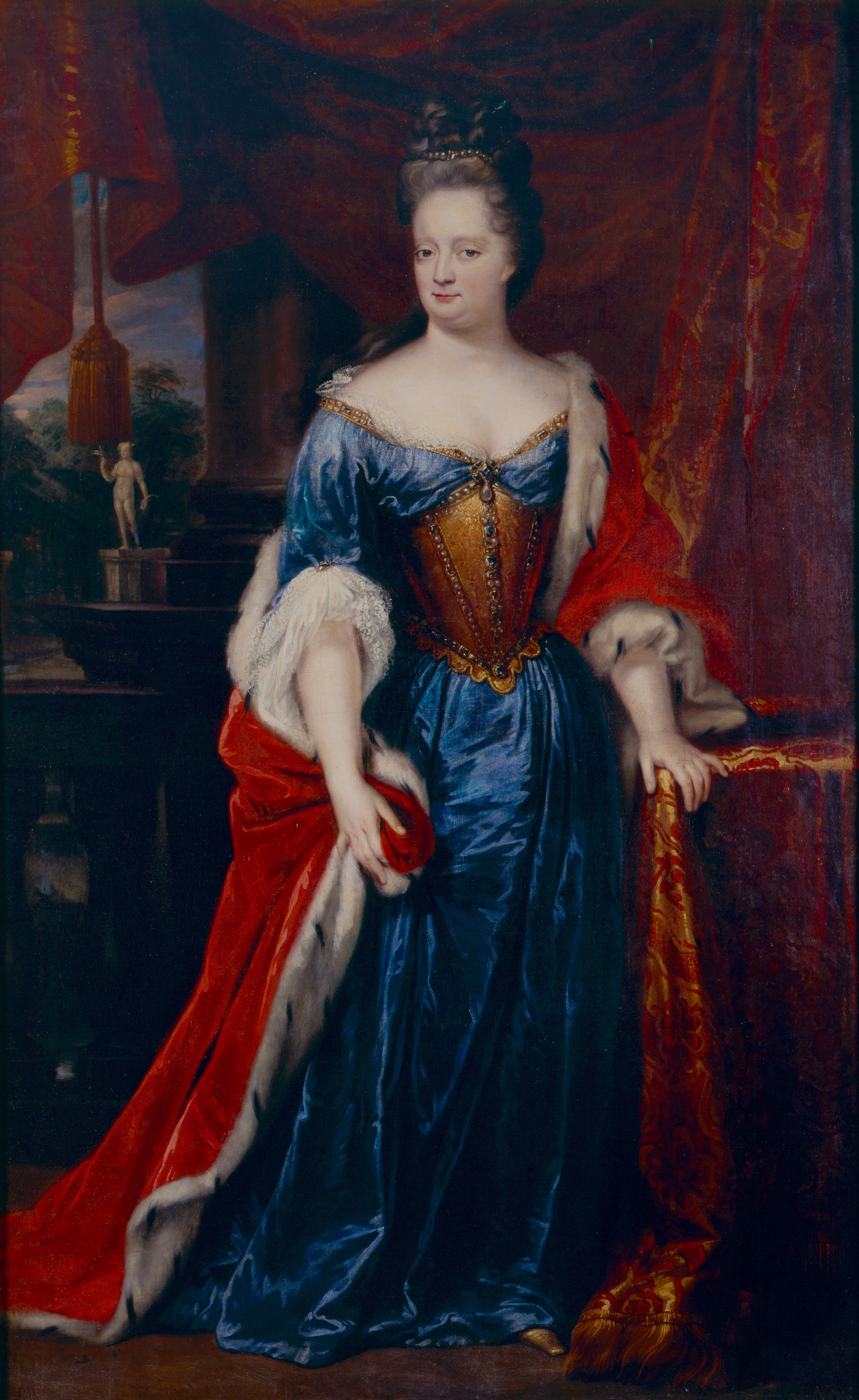
Henriette Amalie von Anhalt-Dessau, Fürstin von Nassau-Dietz

Henriette Amalie von Anhalt-Dessau (* 26. August 1666 in Kleve; † 18. April 1726 in Diez) war eine Prinzessin von Anhalt-Dessau aus dem Hause der Askanier und durch Heirat Fürstin von Nassau-Dietz. Von 1696 bis 1707 war sie als Regentin für ihren Sohn Statthalterin von Friesland, Groningen und Drenthe.

## Leben
Henriette Amalie war eine Tochter des Fürsten Johann Georg II. von Anhalt-Dessau (1627–1693) aus dessen Ehe mit Henriette Katharina (1637–1708), Tochter des Fürsten Friedrich Heinrich von Oranien, dem Statthalter der Vereinigten Niederlande.
Sie heiratete am 26. November 1683 in Dessau ihren Cousin Fürst Heinrich Casimir II. von Nassau-Dietz (1657–1696). Nach dem Tod ihres Mannes wurde sie als Regentin für ihren minderjährigen, ältesten Sohn Statthalterin von Friesland, Groningen und Drenthe. Henriette Amalie erbte aus dem Nachlass ihrer Mutter bedeutende niederländische Gemälde. Im Jahr 1710 stiftete die Statthalterin den „Le Très Noble Ordre de la Fidélité“ als nassauischen Hausorden. Damit sollen Familienangehörige und verdiente Personen belohnt werden. Die Ordenssprache war, wie im damaligen Ordenskreisen üblich, Französisch, und die Ordensmitglieder wurden "Dame" oder "Chevalier" genannt. Bereits im Gründungsjahr wurden die ersten Mitglieder des Ordens ernannt, unter ihnen Franz Alexander Fürst von Nassau-Hadamar, Elisabeth Katharina von Hessen-Rheinfels (* 1677, † 1739) und der Schwiegersohn der Prinzessin Christian von Nassau-Dillenburg.
Bei der Geburt ihrer zweiten Tochter bediente sich Henriette Amalie der Hilfe von Justine Siegemundin. Henriette Amalie starb auf Schloss Oranienstein, dessen Gestalt sie wesentlich prägte und in den Jahren 1704 bis 1709 durch den Architekten Daniel Marot barock gestalten ließ.
Sie ist in der Stiftskirche in Diez begraben.

## Nachkommen

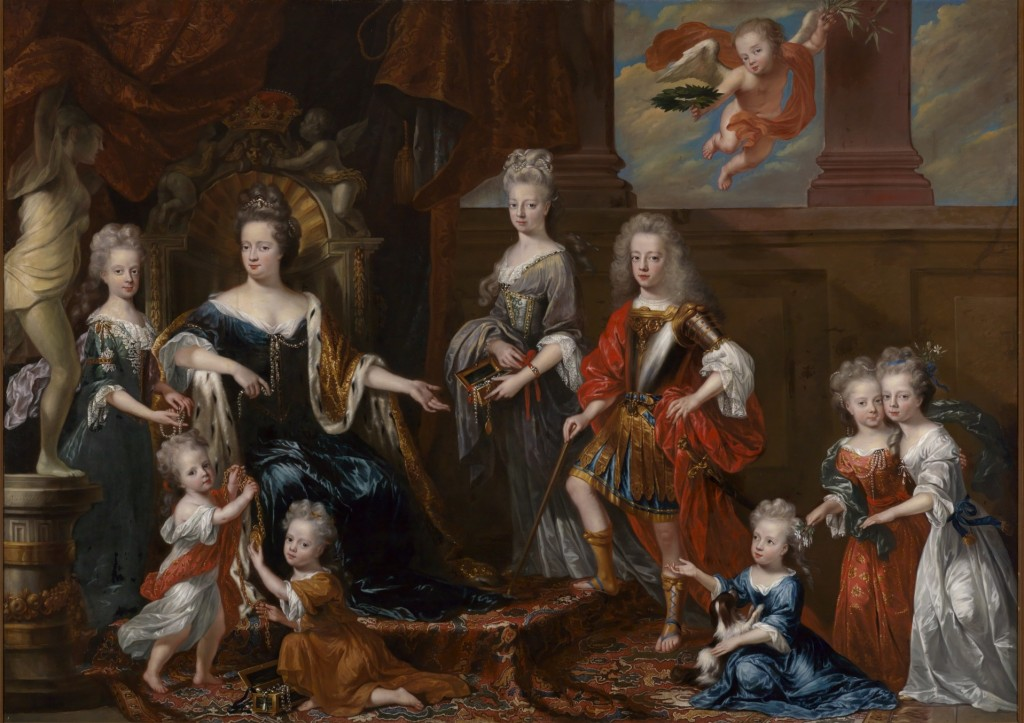
Fürstin Henriette Amalie mit ihren Kindern, 1698/1700, Lancelot Volders

Aus ihrer Ehe hatte Henriette Amalie folgende neun Kinder:
- Wilhelm Georg Friso (1685–1686)
- Henriette Albertine (1686–1754)
- Johann Wilhelm Friso (1687–1711), Fürst von Nassau-Dietz

⚭ 1709 Prinzessin Marie Luise von Hessen-Kassel (1688–1765)
- Marie Amalie (1689–1771), Kanonissin in Herford
- Sophie Hedwig (1690–1734)

⚭ 1708 (gesch. 1710) Herzog Karl Leopold zu Mecklenburg (1678–1747)
- Isabella Charlotte (1692–1757)

⚭ 1725 Fürst Christian von Nassau-Dillenburg (1688–1739)
- Johanna Agnes (1693–1765)
- Luise Leopoldine (1695–1758)
- Henriette Casimira (1696–1738)